# Pampers
La marque Pampers est une marque américaine de produits pour nourrissons.
Son nom vient du verbe anglais to pamper signifiant « dorloter », « chouchouter », « choyer ».  Elle est détenue par le géant Procter & Gamble.

## Historique

Ancien logo de Pampers.

La couche-culotte jetable Pampers fut inventée par l'ingénieur chimiste Victor Mills (1897-1997), alors qu'il travaillait chez Procter & Gamble dans les années 1950, mais l'invention du concept revient à la britannique Valerie Hunter Gordon (1921-2016) pour la société Robinson and Sons en 1949 avec la gamme Paddi Pads, leader jusqu'en 1960.
Alors qu'au départ ces couches sont fermées au moyen d'une épingle à nourrice, Procter & Gamble les remplace par des bandes adhésives en 1971. La même année, Pampers arrive au Canada et au Japon.
Les premières couches Pampers arrivent en France en 1978.
Des fronces élastiques anti-fuites ainsi que des adhésifs réajustables permettant une fixation multiple de la couche font leur apparition entre 1982 et 1984. Pampers adopte le concept de la forme anatomique et ajoute des composants anhydres qui se transforment en gel au contact de matières aqueuses en 1986.
Les lingettes Pampers Baby Fresh sont lancées en 1996 d'abord aux USA avant d'être vendues en Europe et en Australie puis dans le reste du monde.
Le premier maillot de bain Splashers et les Bed Mats (alèse en anglais) sortent en 2001. Ils sont d'abord commercialisés en Europe. En 2003, les Pampers Kandoo sortent en France puis en Europe. Elles sont produites en Espagne. En août 2021, la marque lance les couches mi-réutilisables, mi-jetables pour s'inscrire dans la tendance de consommation responsable.

## Présence dans le monde
Avec une présence sur les 5 continents, Pampers est une marque mondiale.

## Informations financières
Selon Forbes, Procter & Gamble a réalisé 8,5 M USD de chiffre d'affaires grâce à la vente de produits Pampers à travers le monde en 2017.